# 30S
30S é a menor subunidade do ribossomo 70S em procariotos. É um complexo formado por ARN ribossomal e ribonucleoproteínas, que tem participação na tradução de ARN mensageiro. 
Esta subunidade 30S é o sítio de atuação de alguns antibióticos como Tetraciclina.